# WYSIWYG
WYSIWYG (wym. /ˈwɪziwɪɡ/ ( odsłuchaj); ang. what you see is what you get) – akronim stosowany w informatyce dla określenia metod, które pozwalają uzyskać wynik w publikacji identyczny lub bardzo zbliżony do obrazu na ekranie.
Programy spełniające założenia WYSIWYG prezentują na monitorze komputera dane (tekstowe, graficzne) w sposób jak najbardziej zbliżony do uzyskanego po ich wydrukowaniu lub innym przeniesieniu do postaci fizycznej. Wśród programów WYSIWYG można wyróżnić:
- procesory tekstu – służące do pisania i formatowania tekstu,
- edytory stron www – służące do tworzenia stron internetowych w językach HTML i XHTML,
- edytory grafiki – pozwalające tworzyć i przekształcać grafikę wektorową lub rastrową,
- programy CAD,
- programy DTP do składu tekstu.